# 細田阿也
細田 阿也（ほそだ あや、1982年9月4日 - ）は、タレント、リポーター。本名、松森 阿也（まつもり あや）。東京都港区出身。オスカープロモーション所属。

## 来歴・人物
成城学園高等学校、成城大学卒業。
デビューした頃はタレントや女優として活動。その後、スポーツリポーターとなり、TBS系の各メディア（地上波、BS-i、TBSチャンネル）にて放送するJリーグのテレビ中継番組「J-LEAGUE WIDE」のリポーターとして活躍した他、同局のスポーツホームページのコラムをはじめ、サッカーを中心とした執筆活動を展開した。
2006年1月20日、元ジュビロ磐田のサッカー選手でジュビロ磐田広報の松森亮と結婚（この時すでに妊娠中）。公式ブログを突然閉鎖し、同年9月6日第1子（長男）を出産した。
2008年2月2日、ブログ再開を発表と同時にワーキングマザー宣言をし仕事再開を表明。静岡県内のイベントや結婚式の司会を中心に活動を再開した。2010年からは「とびっきり!しずおか」（静岡朝日テレビ）にリポーターとして出演。2013年6月19日に第2子（次男）を出産。
その後、東京都へ転居。2024年現在は東京都内を拠点として、静岡県内やその他各地で司会業を中心に活動している。
趣味はサッカー観戦、フットサル、音楽鑑賞。特技はサッカー談議。
フリーアナウンサーの實石あづさは大学時代の同級生。

## 出演

### テレビ番組
- UEFAチャンピオンズリーグ（2002年 - 2003年、TBS） - キャスター
- A3 MAZDA CHAMPIONS CUP（2003年、TBS） - リポーター
- J-LEAGUE WIDE（2003年 - 2005年、TBS・BS-i） - リポーター
- FIFAコンフェデレーションズカップ（2005年、TBS） - キャスター
- FIFAワールドユース（2005年、TBS） - キャスター
- とびっきり!しずおか（静岡朝日テレビ） - リポーター
- サタハピ しずおか（静岡朝日テレビ） - リポーター
- ザ・メッセージ（静岡朝日テレビ） - リポーター
- 静岡発そこ知り（静岡放送） - リポーター
- 月刊ジュビロTV（スカパー!）

### テレビドラマ
- 月曜ミステリー劇場『パートタイマー刑事・月形兄妹の事件簿(2）誰が天使を殺したか?町の人気者少女の死から始まった連続殺人!!愛娘を失った両親の涙の裏に月形が見た意外な真実とは?』（1999年4月12日、TBS) - 小郡貴代子 役
- 世にも奇妙な物語 春の特別編『友達登録』（2001年4月5日、フジテレビ） - タエコ 役

### 舞台
- ミュージカル『美少女戦士セーラームーン』（2000年8月 - 2001年1月、サンシャイン劇場ほか） - 柴・新月・アスタルテ / セーラーアスタルテ / デス・バルカン 役

### ラジオ
- しんドル（1998年4月 - 1999年3月、TOKYO FM）
- Melange Samedi（FM Haro!）
- CONNECT (2023年7月 - 2024年3月 毎週木曜日、 LuckyFM茨城放送)

### CM
- ソーラーアシスト「水素水サーバー」

### 雑誌・ウェブ
- Webサッカーマガジン・サッカー日記
- SPORTS COMMUNICATION・フットボールに恋して
- お台場Lip's